# Violent Shit: The Movie
Violent Shit: The Movie è un film del 2015 diretto da Luigi Pastore.

## Trama
La madre di Karl maltratta quest'ultimo fino a farlo arrivare a essere uno spietato killer con una maschera di metallo e un machete.

## Produzione
Il film è un reboot della saga Violent Shit di Andreas Schnaas. Esso non ha un'ambientazione tedesca, come i suoi predecessori, ma italiana, venendo la trama collocata a Roma.